# 刈谷市交通児童遊園
刈谷市交通児童遊園（かりやしこうつうじどうゆうえん）は、愛知県刈谷市神田町にある遊園地。刈谷市交通公園とも呼ばれる。

## 歴史
1975年（昭和50年）に児童が交通マナーを習得する施設として開園。大型遊具なども整備されており児童遊園地となっている。
2007年（平成19年）7月22日、管理棟2階に、おもちゃの修理などを行う「刈谷おもちゃ病院」が開設された。2009年（平成21年）には施設の一部がリニューアルされた。
園内には交通マナーを学ぶ施設や遊具のほか、名古屋市電で使用されていた名古屋市電1603号や国鉄D51形蒸気機関車（デコイチ）が展示保存されている。

## 主な施設
- グレートポセイドン
- ドルフィンパラダイス
- ゴーカート
- キッズコースター
- サイクルモノレール
- ヘリタワー
- メリーゴーラウンド
- パターゴルフ
- ミニ新幹線
- 小型遊具

## ギャラリー

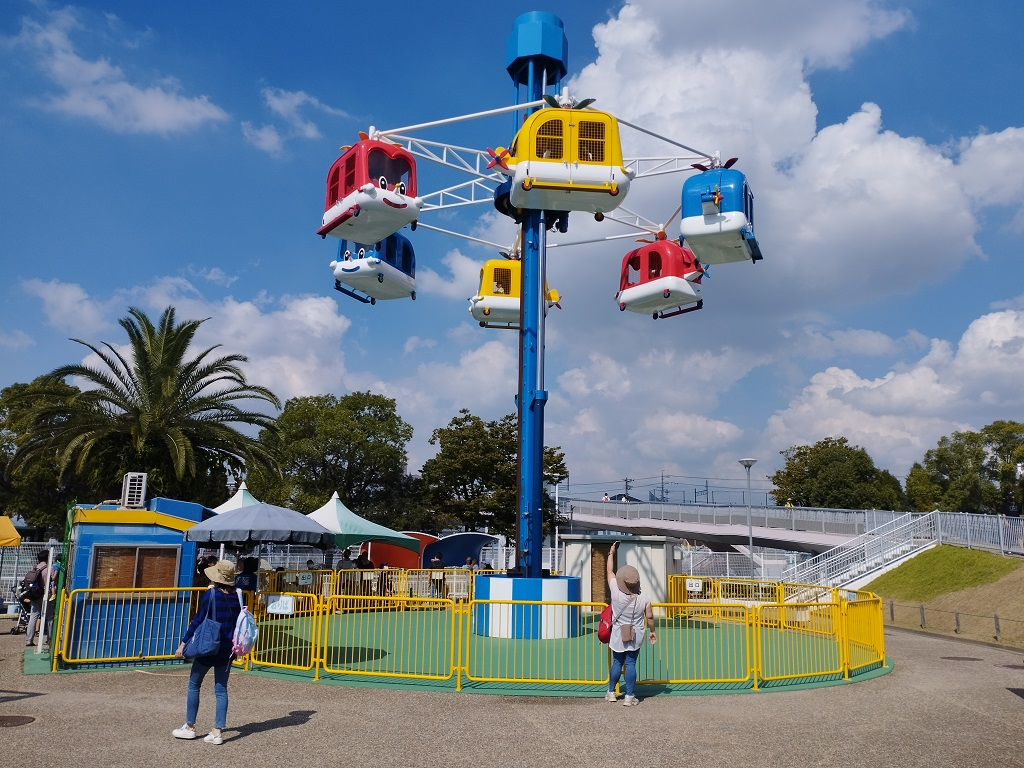
ヘリタワー
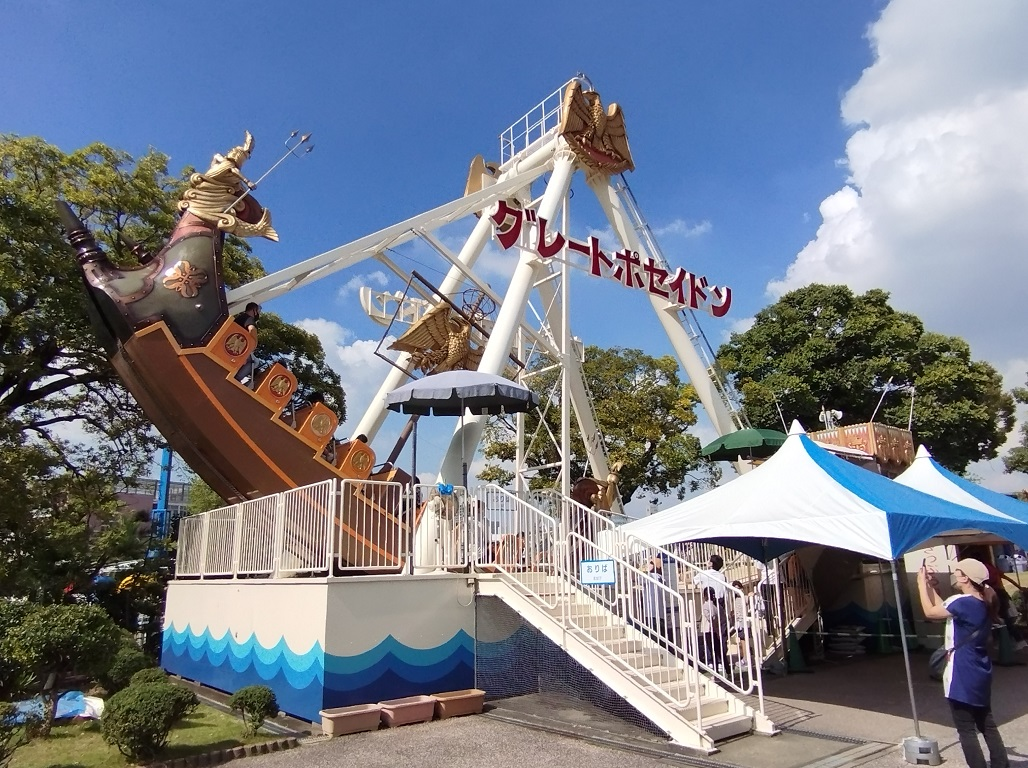
グレートポセイドン
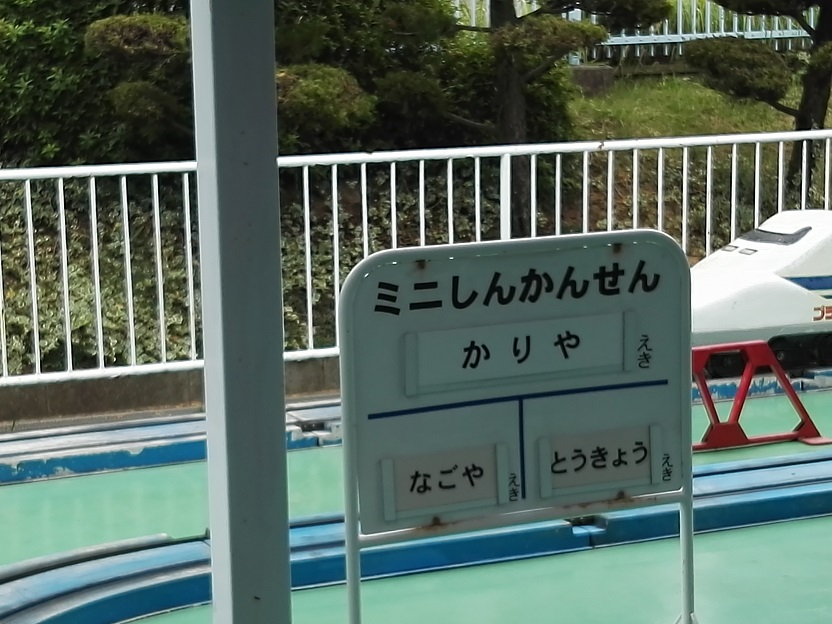
ミニ新幹線
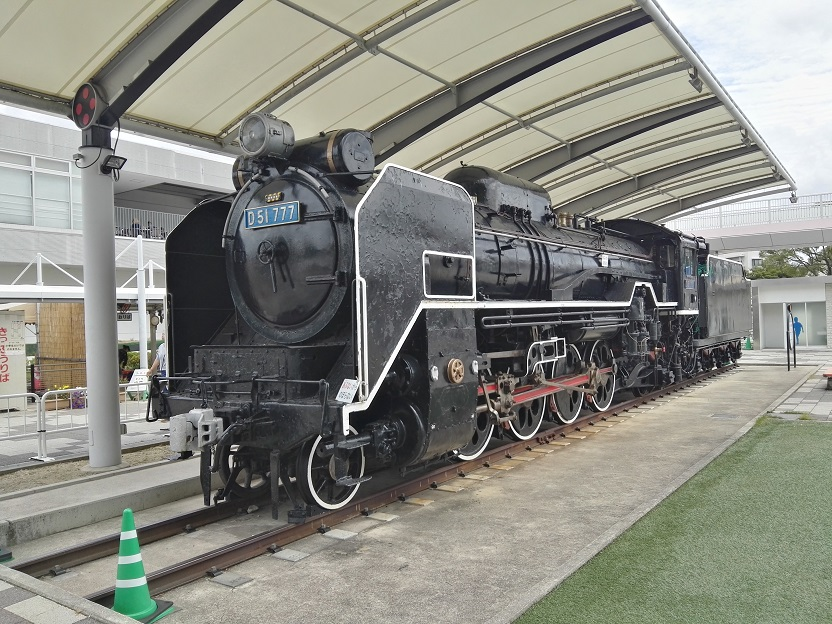
国鉄D51形蒸気機関車
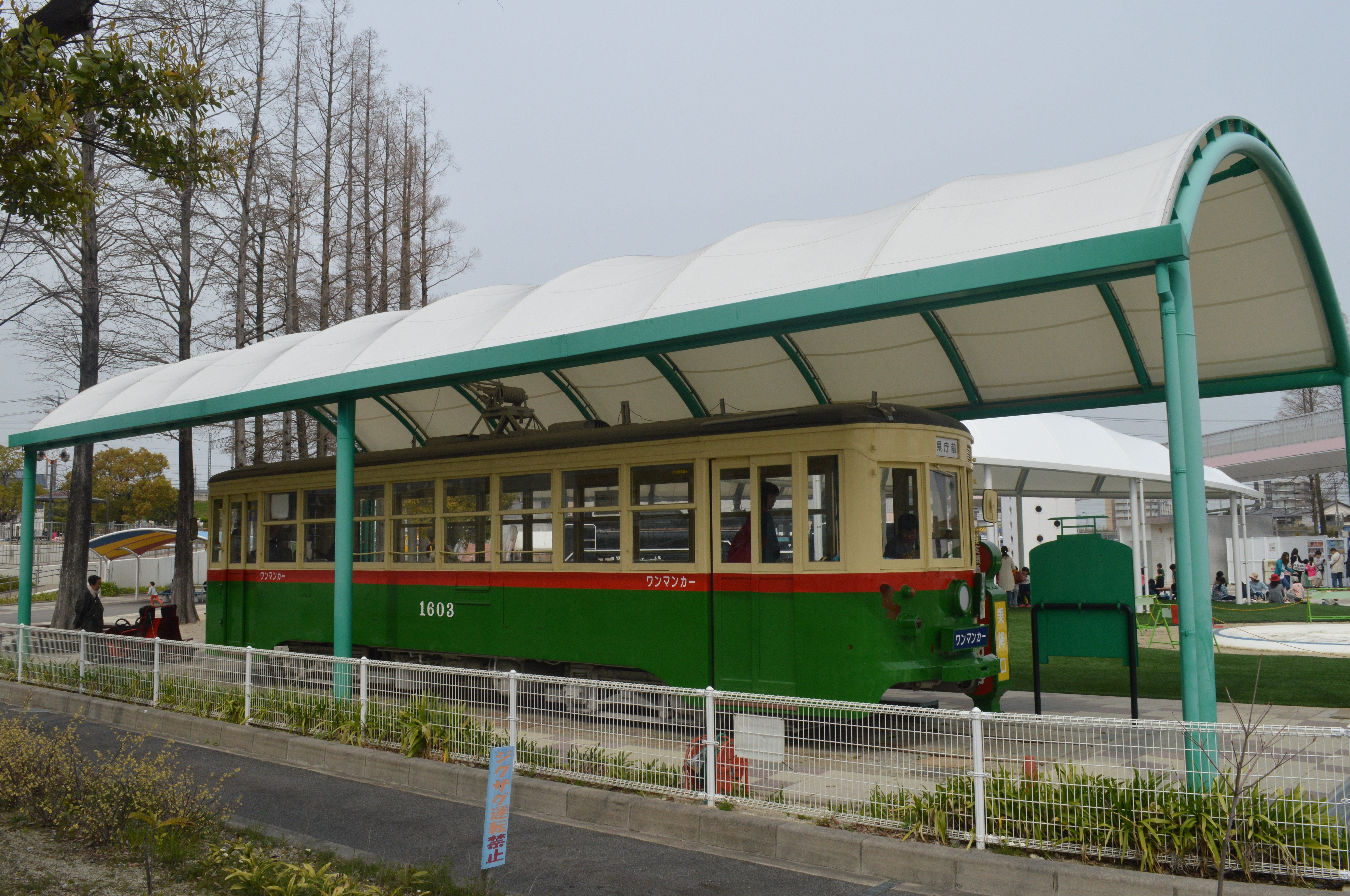
名古屋市交通局1600形電車

## 利用案内
- 入場料 - 無料
- 休園日 - 水曜日、年末年始
- 営業時間 - 9：00 - 16：30（大型遊具は16：00まで）

## 交通アクセス
- JR東海道本線・名鉄三河線「刈谷駅」から徒歩で約8分[3]。